# Lepidodactylus oortii
Lepidodactylus oortii este o specie de șopârle din genul Lepidodactylus, familia Gekkonidae, descrisă de Felix Kopstein în anul 1926. Conform Catalogue of Life specia Lepidodactylus oortii nu are subspecii cunoscute.